# ۵۴ (قمری)
۵۴ (قمری)، پنجاه و چهارمین سال در گاهشماری هجری قمری است. اول محرم این سال برابر با نوزدهم دسامبر سال ۶۷۳ میلادی است.

## وابسته
- سوده